# Dorogháza
Dorogháza – wieś i gmina w północnej części Węgier, w pobliżu niewielkiego miasta Bátonyterenye. Miejscowość leży na obszarze Średniogórza Północnowęgierskiego, kilkanaście kilometrów od granicy ze Słowacją. Administracyjnie należy do powiatu Bátonyterenye, wchodzącego w skład komitatu Nógrád.
Gmina Dorogháza liczy 1143 mieszkańców (2009) i zajmuje obszar 17,68 km².